# Епархия Синополиса
Епархия Синополиса (лат. Dioecesis Sinopolitana) — титулярная епархия Римско-Католической церкви.

## История
Согласно сочинения «Hierarchia Catholica Medii Aevi» историка Конрада Ойбеля в первые века христианства в городе Синополис, который входил в состав римской провинции Киликия, существовала одноимённая епархия, которая входила в состав Антиохийского патриархата. Имена восточных епископов этой епархии не известны.
С 1607 года епархия Синополиса является титулярной епархией Римско-Католической церкви.

## Титулярные епископы
- епископ Анджей Опалинский (30.06.1606 — 31.10.1607), назначен епископом Познани;
- епископ Giovanni Maria (Pietro d’Alcántara di Santa Teresa) Leonardi, O.C.D.[1] (28.04.1704 — 1707);
- епископ Francisco Pallás y Faro O.P. (11.07.1753 — 06.03.1887);
- епископ Jacques-Léon Thomine-Desmazures M.E.P. (4.04.1856 — 25.01.1869);
- епископ Luigi Barbato Pasca di Magliano (21.12.1874 — 01.07.1878), назначен епископом Алифе;
- епископ Antonio Pistocchi (27.02.1880 — 24.03.1884), назначен епископом Кассано-алль’Йонио;
- Raffaele Molina (13.11.1884 — 1890).

## Источник
- Konrad Eubel, Hierarchia Catholica Medii Aevi, vol. 5, p. 356; vol. 6, p. 379; vol. 8, p. 520  (лат.)